# Trujillo (Spanien)

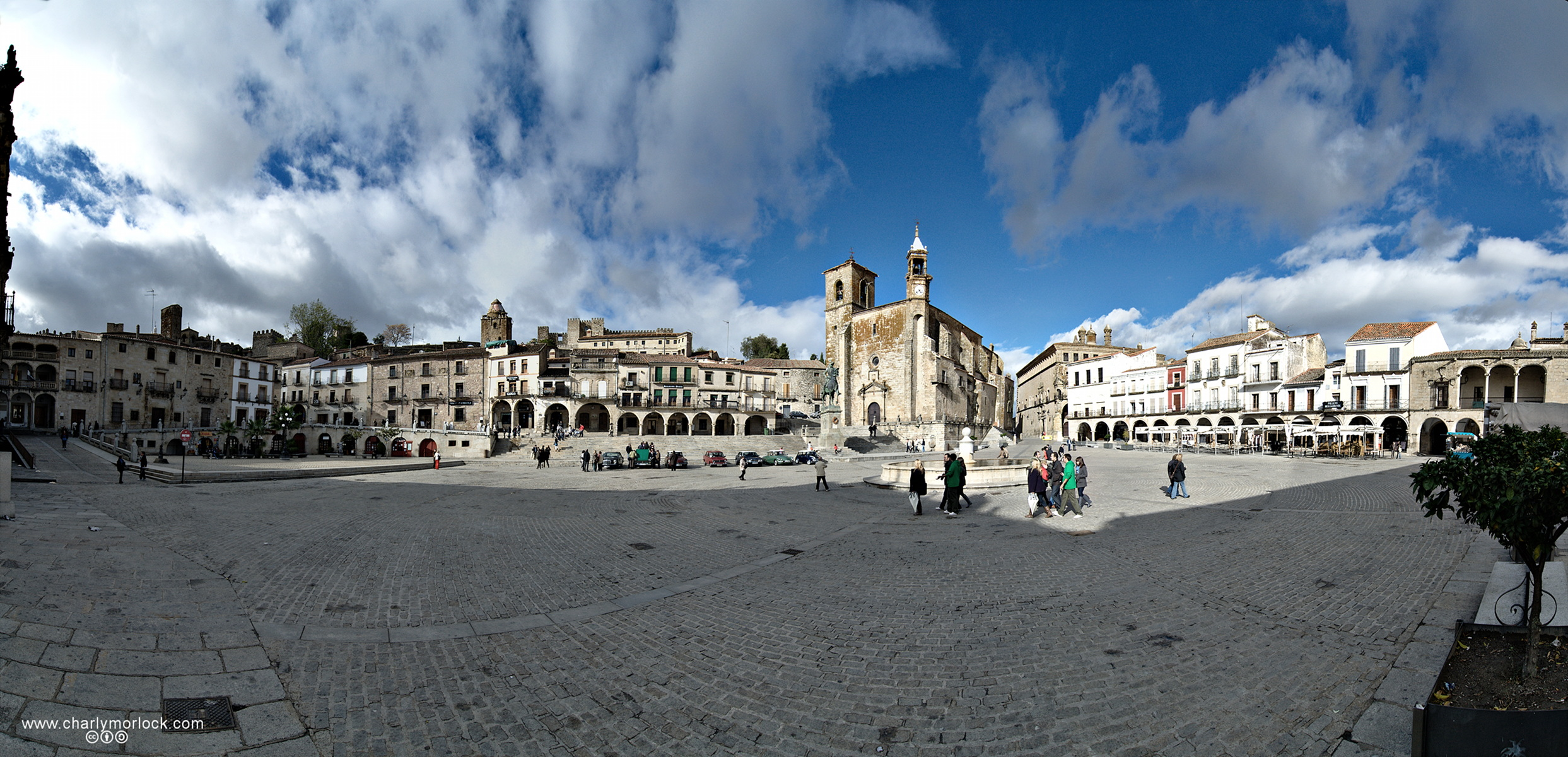
Trujillo Plaza Mayor

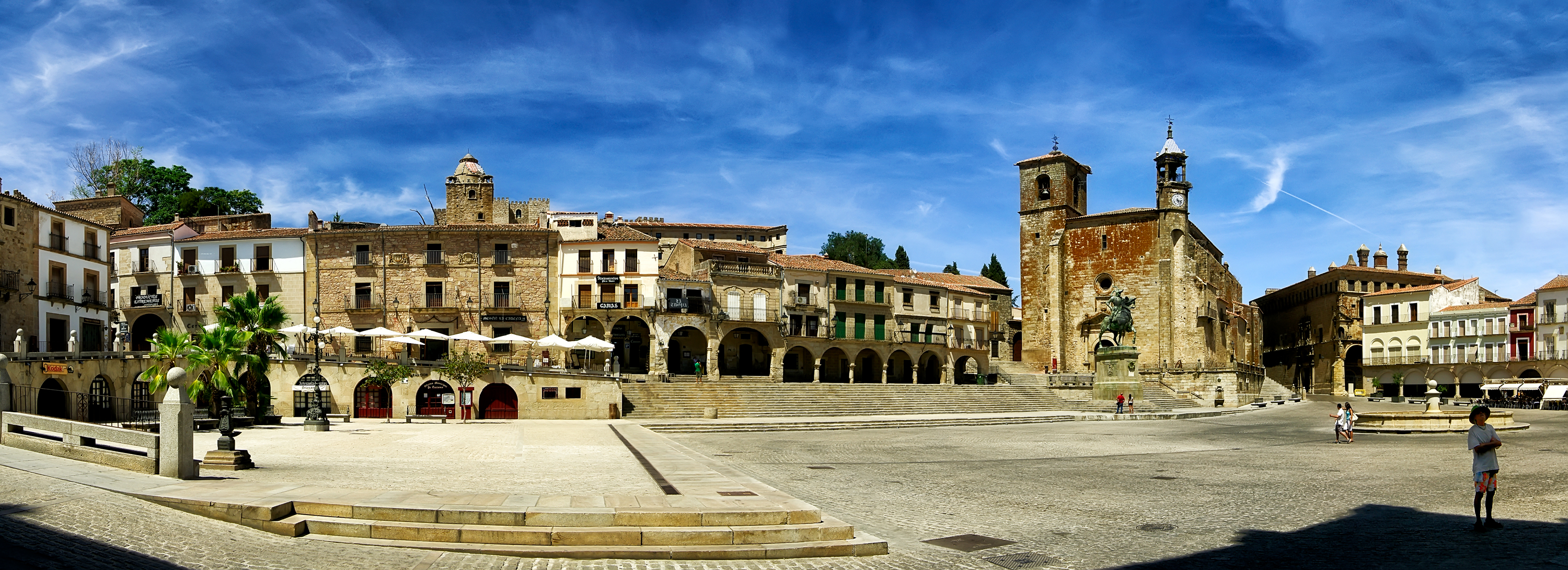
Trujillo Plaza Mayor

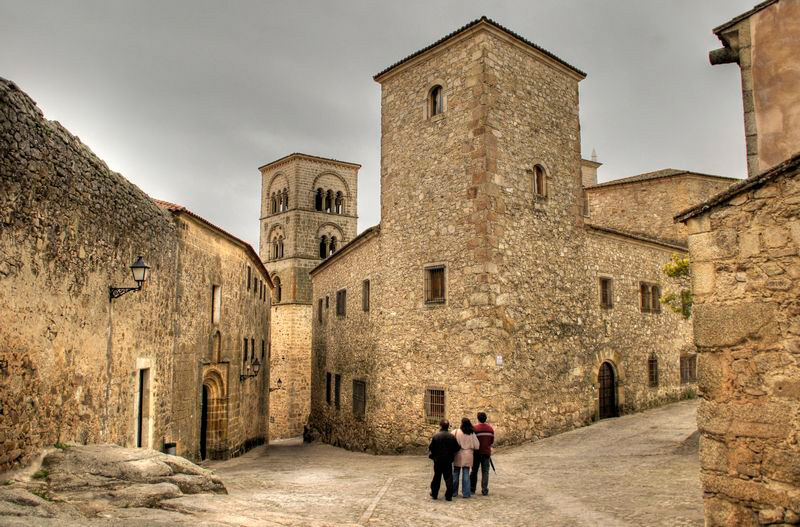
Trujillo, Altstadtgasse mit Turm von Santa María Mayor

Trujillo ist eine südwestspanische Stadt und eine Gemeinde (municipio) mit 8.619 Einwohnern (Stand: 2017) in der Provinz Cáceres in der Autonomen Region Extremadura. Das historische Zentrum der Kleinstadt, die auch als „Wiege der Conquistadoren“ bezeichnet wird, ist als Kulturgut (Bien de Interés Cultural) in der Kategorie Conjunto histórico-artístico anerkannt.

## Lage und Klima
Die Kleinstadt Trujillo liegt etwa einen Kilometer westlich der Autovía A-5 (auch E 90) in einer Höhe von ca. 564 m. Nächstgelegene Großstadt ist die rund 46 km westlich gelegene Provinzhauptstadt Cáceres.
Das Klima im Winter ist rau, im Sommer dagegen trocken und warm; Regen (ca. 500 mm/Jahr) fällt überwiegend im Winterhalbjahr.

## Bevölkerungsentwicklung
| Jahr      | 1857  | 1900   | 1950   | 2000  | 2021  |
| Einwohner | 7.858 | 12.512 | 14.587 | 8.713 | 8.821 |

Durch die Mechanisierung der Landwirtschaft und die Aufgabe von bäuerlichen Kleinbetrieben in der zweiten Hälfte des 20. Jahrhunderts entstand ein Kaufkraftschwund, der auch in der Kleinstadt zu einem Rückgang der Bevölkerung führte.

## Wirtschaft
Das Umland von Trujillo ist in hohem Maße landwirtschaftlich geprägt, wobei die Viehzucht traditionell eine wichtige Rolle spielte; der Ort bot die notwendigen regionalen Dienstleistungen in den Bereichen Handwerk und Handel. Die Region um Trujillo gehört zur Subzone Montánchez im Weinbaugebiet Ribera del Guadiana. Der Tourismussektor war lange Zeit nur von untergeordneter Bedeutung.

## Geschichte
In römischer Zeit war die Stadt bekannt als Turris Iulia, wovon sich der heutige Name ableitet, während im 2. Jahrhundert Ptolemäus eine Stadt mit Namen Turgalium erwähnt. Aus westgotischer Zeit wurden keine Funde gemacht. Im 10. Jahrhundert wurde eine maurische Festung errichtet. Während der arabischen Herrschaft über Spanien war die Stadt als Torgiela bekannt. Im Zuge der christlichen Rückeroberung reconquista wurde Trujillo im Jahr 1186 von Alfons VIII. von Kastilien eingenommen, kurz darauf (1189) aber wieder an die Almohaden verloren. Im Jahr 1232 erfolgte die endgültige Rückeroberung durch christliche Ritter. Im Jahr 1431 verlieh Johann II. von Kastilien Trujillo das Stadtrecht. Im 16. Jahrhundert brachen von hier zahlreiche Eroberer der „Neuen Welt“ auf.

## Sehenswürdigkeiten
- Das mittelalterliche Castillo de Trujillo nimmt die etwas höher gelegene benachbarte Hügelkuppe ein. Es steht an der Stelle einer maurischen Festung aus dem 9. Jahrhundert.
- Nahezu alle bedeutsamen Bauten der Stadt befinden sich am Hauptplatz (Plaza Mayor), darunter zahlreiche Paläste und Arkadenhäuser aus der Zeit der Eroberung (conquista), darunter der von Hernando Pizarro, einem Bruder des Conquistadors Francisco Pizarro, im Jahr 1562 in Auftrag gegebene Palacio de los Marqueses de la Conquista. Das schräg gegenüber stehende Reiterdenkmal zeigt den Conquistador selbst. Auch die Seitenstraßen bieten viel Atmosphäre.
- Die von ca. 1450 bis 1564 erbaute Iglesia de San Martín de Tours dominiert den Platz. Ihr Inneres ist einschiffig, hat aber mehrere Seitenkapellen; es wird von einem spätgotischen Sterngewölbe überspannt.[6]
- Die dreischiffige Iglesia Santa María la Mayor aus dem 13. Jahrhundert ist in der Zeit des Übergangs von der Romanik (Glockenturm) zur Gotik (Kirchenschiff) entstanden. Das Mittelschiff hat ein reiches Sterngewölbe aus der Zeit um 1540, wohingegen die Seitenschiffe einfachere Kreuzrippengewölbe zeigen. Die Kirche birgt mehrere Altäre (retablos), doch beeindruckt vor allem der Hauptaltar mit seinen zahlreichen Bildtafeln aus dem 16. Jahrhundert.[7]
- Das Museo Casa Pizarro befindet sich im Geburtshaus Francisco Pizarros und bietet zahlreiche Informationen zur Geschichte der Eroberung des Inka-Reiches. Recht lehrreich ist das großformatige Wandgemälde einer Indianer-Frau mit allen Früchten, die aus Südamerika nach Europa kamen; daneben ein Europäer mit den Gewächsen, die aus Europa nach Amerika transferiert wurden (Columbian Exchange).
- Das Museo de la Coria präsentiert diverse Gegenstände zum Thema der spanischen Eroberung Amerikas.

## Städtepartnerschaft
- Batalha, Portugal

## In Trujillo geboren
- Juan Carvajal (um 1400–1469), Kardinal und päpstlicher Diplomat
- Francisco de Las Casas, Conquistador in Neu-Spanien (Mexiko) und Honduras
- Francisco Pizarro (1476 oder 1478–1541), Conquistador, der das Reich der Inka eroberte
- Gonzalo Pizarro (1502–1548), Conquistador
- Hernando Pizarro (um 1500–um 1578), Conquistador
- Diego García de Paredes (1506–1563), Conquistador
- Francisco de Orellana (1511–1546), Conquistador
- Alonso de Sotomayor y Valmediano (1545–1610), Conquistador

## Trivia
Der Tribun Maximus Decimus, der fiktive Titelheld im Kinofilm Gladiator (2000), stammt aus der Nähe der antiken Stadt Turris Julia.